# Asturianos
Asturianos est une commune espagnole de la province de Zamora située dans la communauté autonome de Castille-et-León.

## Géographie
Le territoire de la commune s'étend sur 42,6 km2 dans le nord-ouest de la province, à environ 100 km de Zamora. Il comprend le village chef-lieu homonyme ainsi que les localités de Cerezal de Sanabria, Entrepeñas, Lagarejos, Rioconejos et Villar de los Pisones.
|                      | Rosinos de la Requejada | Espadañedo               |
| Palacios de Sanabria | Asturianos              | Manzanal de los Infantes |
|                      | Manzanal de Arriba      | Cernadilla               |